# BDO International
BDO — международное объединение аудиторских и консультационных компаний.  По состоянию на конец 2020 года — пятое в мире  (после «большой четвёрки») объединение, оказывающее профессиональные услуги в области аудита и консалтинга. 
Штаб-квартира расположена в городе Завентем, к востоку от Брюсселя. 

## История
Компания основана в 1963 году, объединив ряд независимых фирм из Канады, Германии, Нидерландов, Великобритании и США. Современное название сети является аббревиатурой от имен Binder, Dijker и Otte.

## Руководство
Владельцами объединения являются его партнеры. Главой сети BDO является Кит Фарлингер. 

## Деятельность
BDO Global представляет собой сеть компаний, являющихся независимыми юридическими лицами и ведущих деятельность по всему миру. По состоянию на начало 2021 года в 1658 офисах, расположенных в 167 странах мира, работает более 91 тыс. сотрудников. Оборот в 2020 финансовом году составил 10,3 млрд долларов США (9,2 млрд евро).
BDO дважды получила награду «Сеть года» Международного бухгалтерского бюллетеня – в 2015 и 2018 гг.

## BDO в России
Сеть BDO ведет свою деятельность на территории РФ с 2003 года. С 1 октября 2021 года BDO в России представлена группой компаний Юникон — участником Глобального альянса BDO. До 30 сентября 2021 года группа работала под брендом «БДО Юникон». В офисах Юникона, расположенных в Москве, Санкт-Петербурге, Вологде, Казани, Уфе и Челябинске, работает около 1900 сотрудников. В 2020 году оборот группы составил 5,3 млрд руб. На конец 2020 года она занимала 5-е место в рейтинге крупнейших аудиторско-консалтинговых компаний России.